# Ildar Abdrazakov
Pour les articles homonymes, voir Abdrazakov.
Ildar Abdrazakov (en russe : Ильда́р Ами́рович Абдраза́ков ; en bachkir : Абдразаҡов Илдар Әмир улы, Abdrazaqov İldar Ämir ulı), né le 26 septembre 1976 à Oufa (Union soviétique), est un chanteur d'opéra russe, de tessiture basse.

## Biographie
Ildar Abdrazakov naquit à Oufa, capitale de la République de Bachkirie (devenue le Bachkotorstan) en URSS.
Son frère aîné Askar est également basse d’opéra, ils ont joué ensemble notamment au Washington National Opera.
Sa mère est artiste peintre, son père était chef d’orchestre. Diplômé de l’Institut des Arts d’Oufa, il intègre le Théâtre d’Opéra et de Ballet de Bachkirie.

## Récompenses et distinctions
Abdrazakov est lauréat de nombreux concours dans les années 1990, dont le Grand Prix de Moscou, le Concours Vocal International Glinka, le Concours International Rimsky-Korsakov, le Concours International Obrastsova. Sa victoire au concours Maria Callas à Parme en 2000 le conduit à des débuts à La Scala de Milan en 2001.

## Répertoire
Abdrazakov se produit depuis le début des années 2000 sur toutes les plus prestigieuses scènes du monde, dans une grande variété des plus grands rôles pour basse, parmi lesquels : Henry VIII dans Anna Bolena et Raimondo dans Lucie de Lammermoor de Donizetti, Attila et Oberto dans les rôles-titres de ces opéras, Banquo dans Macbeth, Walter dans Luisa Miller, Zaccaria dans Nabucco, Sparafucile dans Rigoletto, le Padre Guardiano dans La Force du Destin, le grand-prêtre Ramfis dans Aida, la partie de basse du Requiem de Verdi, Méphistophélès dans le Mefistofele de Boito, Colline dans La Bohème et Timour dans Turandot de Puccini, Don Basilio dans Le Barbier de Séville, Selim dans Le Turc en Italie, Assur dans Sémiramis et Moïse dans Moïse et Pharaon de Rossini, Leporello dans Don Giovanni, Méphistophélès dans Faust de Gounod, Orovèse dans Norma de Bellini.